# Gilmour Boa
Gilmour Stuart „Gil” Boa (ur. 8 sierpnia 1924 w Montrealu, zm. 7 września 1973 w St. Catharines) – kanadyjski strzelec sportowy. Brązowy medalista olimpijski z Melbourne.
Specjalizował się w strzelaniu z karabinu i karabinku małokalibrowego. Brał udział w pięciu igrzyskach na przestrzeni dwudziestu lat (IO 52, IO 56, IO 60, IO 64, IO 72). W 1956 zajął trzecie miejsce na dystansie 50 metrów w pozycji leżącej. Był mistrzem świata w 1954 (z pozycji leżącej na dystansie 50+100 m) oraz zwycięzcą Igrzysk Wspólnoty Brytyjskiej w 1966. W 1964 był chorążym kanadyjskiej ekipy podczas ceremonii otwarcia igrzysk.